# Естеля
Естеля (на испански: Estella; на баски: Lizarra, и двете имена са съофициални) е град, разположен в автономната област Навара, в северна Испания. Естеля е с население 14 251 души (2011). Градът се намира югозападно от Памплона, близо до границата с Ла Риоха и Áлава.
Градът е основан през 1090, когато мястото, разположено върху укрепеното селище Лизара, получава харта от Памплонския крал Санчо Рамирес. Градът се превръща основна по пътя на Св. ап. Яков към Сантяго де Компостела, процъфтяващ от честите преминавания от евреи и най-ранните обитатели на област Навара. Благоденствието му довежда до развитие на романската архитектура, добре представена от църквата „Сан Педро де ла Руа“, Паласио де лос Рейес де Навара, Църквата" Сан Мигел" и други.
Градът е основен щаб на Карлистката партия, в Карлистките войни от средата на 19 век. Между 1927 и 1967 г., градът е крайната точка на знаменитата жп линия Ferrocarril Vasco-Navarro ЖП гара, след което е продължена до Бергара. Линията е електрифицирана през 1938, което по онова време се счита за техническо постижение.
В Естеля се провежда колоездачното състезание GP Miguel Indurain